# 聖靈 (猶太教)
在猶太教中，聖靈（希伯來語：‎，羅馬化：ruach ha-kodesh）是指來自上帝的神聖力量。這影響了基督教的聖靈觀念。

## 概論
在希伯來文中，名詞‎（ruach）是呼吸，風或靈魂的意思。在诗篇第51篇中，出現了你的聖靈（ruach kodshecha），在《以賽亞書》中則有他的聖靈（ruach kodsho）。
詩篇第51篇：
神啊，求你為我造清潔的心，使我裡面重新有正直的靈（‎，ruach）。
不要丟棄我，使我離開你的面；不要從我收回你的聖靈（‎，ruach kodshecha）。
求你使我仍得救恩之樂，賜我樂意的靈（‎）扶持我
。